# Сорокин, Олег Валентинович
Олег Валенти́нович Соро́кин (род. 15 ноября 1967, Горьковская область, город Семёнов) — экс-заместитель председателя Законодательного Собрания Нижегородской области с 11 октября 2016 года по 29 марта 2018 года. Глава города Нижнего Новгорода с 25 октября 2010 года по 7 октября 2015 года. Генеральный директор ГК «Столица Нижний». Меценат. Член Президиума Регионального политического совета партии «Единая Россия» (до 2017). С 19 декабря 2017 года находится под арестом в СИЗО Нижнего Новгорода. 7 марта 2019 года Нижегородский районный суд Нижнего Новгорода приговорил бывшего главу города, бывшего заместителя председателя областного Законодательного собрания Олега Сорокина к 10 годам колонии строгого режима со штрафом в 460,8 млн рублей . Защита подала апелляцию, которая была отклонена судом . В августе 2023 года суд в Нижнем Новгороде удовлетворил иск Генпрокуратуры РФ о взыскании с Сорокина и аффилированных организаций 1,5 миллиарда рублей за коррупционные правонарушения.

## Биография
Родился 15 ноября 1967 года. Окончил Нижегородский коммерческий институт. Бизнесмен, глава ГК «Столица Нижний» (c 2001). Работал заместителем директора по финансам территориального дорожного фонда Нижегородской области, генеральным директором АОЗТ «Завод „Старт“».

### Столица Нижний

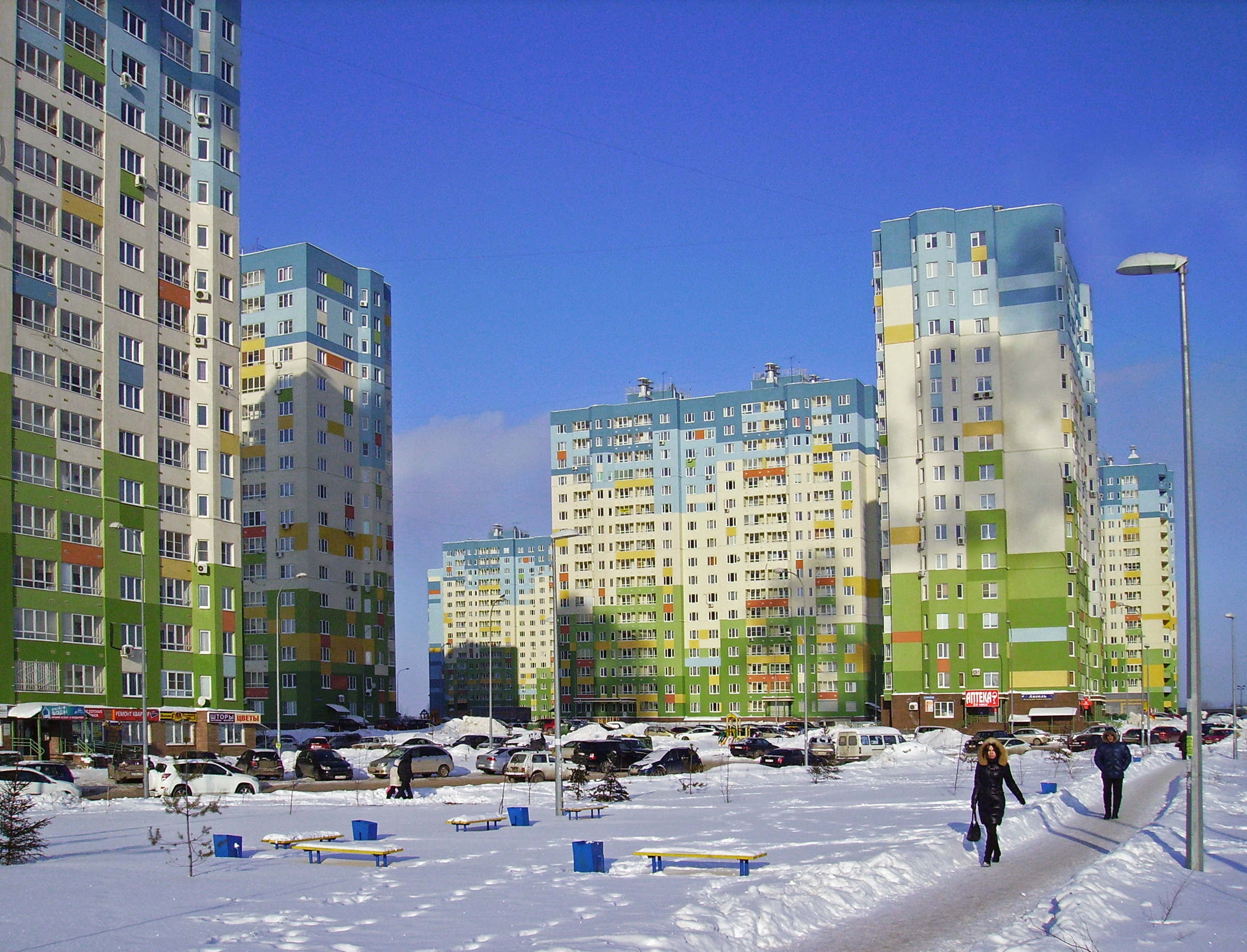
Жилой комплекс «Седьмое небо»

Компания «Столица Нижний» была основана в 2003 году Олегом Сорокиным. Специализируется на строительстве жилья, бизнес-центров и торговых комплексов. Есть свой телеканал. В том же году на месте заводской столовой, относящейся к заводу «Старт», был построен 1-й торговый развлекательный центр европейского уровня «Этажи». Был построен бизнес центр «Столица Нижний». В 2005 году построен на площади Революции, рядом с Московским вокзалом и ЦУМом — ТЦ «Республика». Началась постройка самого крупного жилого комплекса «Седьмое Небо» в 2006 году, 18 жилых домов, около набережной реки Волга и Мещерского озера. В 2012 году проект был завершён. В 2007 году была построена первая очередь торгового комплекса «Фантастика», был открыт 1-й в городе гипермаркет «Real», который в 2013 году сменил название на «Ашан». С назначением Олега Сорокина в 2010 году на пост главы города всё управление бизнесом перешло жене Эладе Нагорной. Строительство жилого комплекса «Цветы» началось в сентябре 2012 года, это самый большой проект жилого комплекса в регионе, предусматривает строительство 26 жилых домов с подземной инфраструктурой. Рядом с жилым комплексом «Седьмое небо» открыт торговый центр с одноимённым названием. В 2015 году на Советской площади открыт торговый комплекс «Жар-Птица». С апреля 2016 года началось строительство жилого комплекса «Аквамарин» в Ленинском районе, открыт в 2018 году. Осенью 2016 года началось строительство дома на площади Свободы. В 2017 Новая Кузнечиха[уточнить]. Ведётся строительство ресторана рядом с Верхне-Волжской набережной — «Шатфорд». Совместный проект Элады Нагорной и друга Сорокина Феликса Верховодова.

### Покушение
1 декабря 2003 года на трассе Нижний Новгород — Касимов на Олега Сорокина было совершено покушение, его автомобиль был расстрелян неизвестными. По данным следствия, Сорокин получил три пулевых ранения и перенёс несколько операций. Организаторами нападения суд признал вице-спикера законодательного собрания Нижегородской области Михаила Дикина и его брата подполковника милиции Александра Дикина.

### Семья
Супруга — Элада Львовна Нагорная, дочь директора Центрального универмага, директор департамента рекламы и маркетинга ГК «Столица Нижний», почётный консул Венгрии в Нижнем Новгороде. По итогам 2013 года стала самой богатой среди жён российских чиновников. За год её доход составил 1,5 миллиарда рублей. Летом 2015 года приобрела контрольный пакет акций ОАО «Семёновская хохломская роспись».
Имеет двух сыновей и дочь: Никиту, Данила и Елизавету. Крёстным отцом дочери Олега Сорокина стал Павел Астахов, а крёстной Юлия Васильевна Ануфриева — адвокат. Крещение состоялось в субботу 4 июня 2016 года, в одном из нижегородских храмов. Сын Никита, 1992 года рождения, член партии ЛДПР, в 2016 году был избран депутатом Законодательного собрания Нижегородской области.

## Деятельность на посту главы города

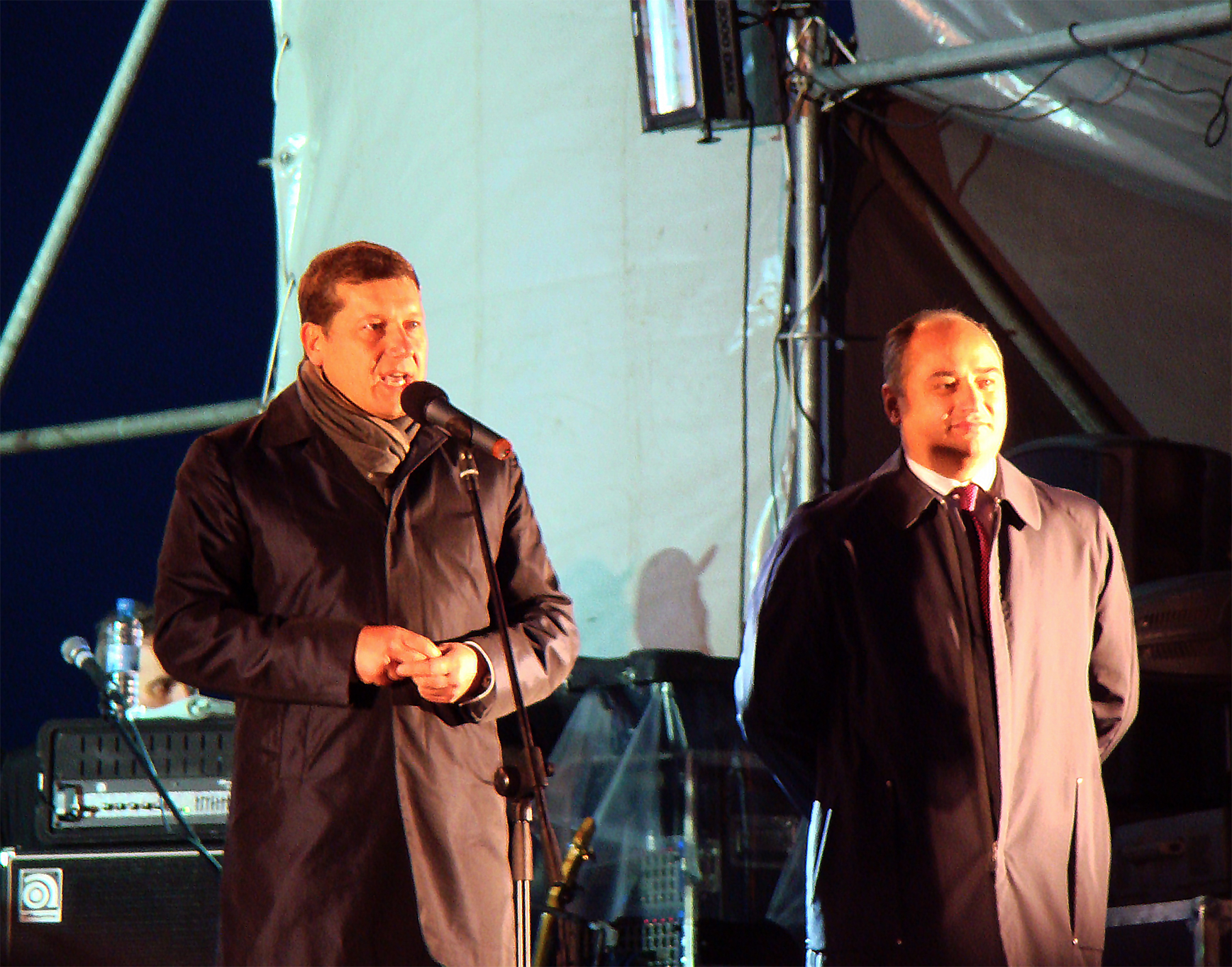
Глава города Олег Сорокин и глава администрации города Олег Кондрашов поздравляют нижегородцев с Днём города (11 сентября 2011 г.).

Избран главой города на заседании городской Думы 25 октября 2010 года, сменил на этом посту Вадима Булавинова. Избран 28 голосами из 42.

### Конфликт Олега Сорокина с губернатором Нижегородской области
В 2015 году подходил к концу срок полномочий Олега Сорокина на посту главы города и встал вопрос, кого назначить. Губернатор Нижегородской области Валерий Шанцев через лиц в городской Думе пытался выдвинуть кандидатуру Дмитрия Сватковского, чтобы городом управлял человек близкий к областному правительству. Кандидатуру не поддержал Олег Сорокин. Этот конфликт был описан в журнале «Столица Нижний» в итоговом выпуске за 2015 год. Главой города стал Иван Карнилин.

### Документальные фильмы, сюжеты
4 октября 2015 года в программе «Вести недели» Дмитрия Киселёва на телеканале Россия-1 был показан сюжет про главу города Нижнего Новгорода и его деятельность. 3 ноября 2015 года на телеканале Россия-1 в программе «Вести-Doc» с Ольгой Скабеевой был показан документальный фильм Аркадия Мамонтова «Золотой телец», в одном из сюжетов была показана деятельность О. В. Сорокина на посту главы города. В нём, в частности, были затронуты темы начала массового строительства жилья с его приходом к власти, сноса исторических зданий, роста цен на жильё в жилых комплексах «Седьмое Небо», «Цветы», «Этажи». Выяснилось, что после возведения самого жилого дома в жилом комплексе все коммуникации проводились за счет бюджета города, а не фирмы-застройщика и, таким образом, был нанесен огромный ущерб городу. Также была проведена тайная съёмка во французских Каннах с 31 августа на 1 сентября, когда Олег Сорокин расплачивался с таксистом и ждал посадки в аэропорту, и встреча его в аэропорту Стригино.
20 марта 2018 года в пресс-центре газеты «Московский комсомолец» (владельцем Нижегородского филиала является ГК «Столица Нижний») в Москве презентовали фильм нижегородского журналиста Александра Демина «Олег Сорокин. Опровержение». Фильм-опровержение, снятый известным нижегородским журналистом, стал своего рода ответом на информационную кампанию, развернутую против Олега Сорокина. Как отметил сам автор, своим фильмом он разоблачает ложные факты и вбросы об Олеге Сорокине, его семье и их бизнесе, а также ставит целью беспристрастно и аргументированно разобраться в ситуации, представив объективную картину действительности. В фильме были представлены уникальные документы, которые впервые демонстрировались публично. Вся суть фильма сводится к выводу, что деятельность Олега Сорокина на государственной и муниципальной службе не влияла на развитие бизнеса его супруги. Однако данное суждение ошибочно, так как после ареста Сорокина бизнес супруги замедлил темп развития.

## Арест
18 декабря 2017 года было возбуждено уголовное дело по ст. 165 УК «Причинение имущественного ущерба путём обмана или злоупотребления доверием» на Олега Сорокина. Ему инкриминировано то, что он, будучи мэром Нижнего Новгорода, лично получил взятку в виде незаконного оказания услуг имущественного характера в особо крупном размере за общее покровительство и попустительство по службе при следующих обстоятельствах.
По результатам аукциона, проведённого в 2012 году Министерством государственного имущества и земельных ресурсов Нижегородской области, за ООО «И*» признано право на заключение договоров аренды 14 земельных участков общей площадью 4 532 179 м², расположенных в юго-восточной части Советского района Нижнего Новгорода, для комплексного освоения в целях жилищного строительства. Участие ООО «И*» в указанном аукционе осуществлялось, в том числе, за счет займов, предоставленных ООО «Управляющая компания „Столица Нижний“», участником которого, с размером доли в уставном капитале 60 %, являлась супруга обвиняемого. Был проведен обыск в доме зампреда Законодательного собрания Нижегородской области, правоохранительные органы нашли 1,5 млрд рублей наличными. Обыск был начат около 3 часов ночи 19 декабря. Вечером этого же дня в Нижегородском районном суде была избрана мера пресечения в виде заключения под стражу до 17 февраля 2018 года.

## Критика
- 30 января 2013 года депутат Государственной думы РФ Дмитрий Гудков направил депутатский запрос на имя Генерального прокурора с просьбой дать юридическую оценку действиям прокуратуры Нижегородской области в связи с якобы имевшей место незаконной коммерческой деятельностью О. В. Сорокина. В частности, Д. Гудков обвинил Сорокина в том, что он выделяет земельные участки компаниям, которые аффилированы с его бизнес-структурами. По словам Гудкова, проверка, проведённая региональной прокуратурой, подтвердила подтверждающие это обвинение факты, но воздержалась от каких-либо действий[17].
- 25 июля 2013 года депутаты Гордумы Нижнего Новгорода предложили петицию об отставке Олега Сорокина с должности главы города. Депутат Михаил Барковский обозначил одной из основных причин узурпацию власти в городе и принятие решений, вредящих жителям Нижнего Новгорода[18]. Последней каплей стал, по словам депутата: Пролоббированный мэрией перевод парка Кулибина из рекреационной зоны в зону транспортной инфраструктуры из-за того, что не хватает парковочных мест для административного здания, которое строит подконтрольная Сорокину фирма.

18 июля 2013 года в Нижнем Новгороде прошёл митинг под названием «Сорокина в отставку». Недовольство нижегородцев массовой застройкой центра города торговыми центрами и высотными зданиями постоянно растёт. Очень большое количество горожан знает о его коммерческой и строительной деятельности главы в городе. Большинство коммерческих объектов было построено компанией «Столица Нижний», заместителем генерального директора которой является жена Олега Сорокина — Элада Нагорная.
- 4 января 2015 года нижегородцы начали сбор подписей под новой петицией об отставке главы Нижнего Новгорода. Требования нижегородцев: остановить точечную застройку многоэтажными домами в центре города, снести торговые центры и высотные здания в исторической части, вернуть исторической части города культурный облик, вернуть исторические здания на прежние места, приступить к ремонту и полной реставрации Кремля. Также убрать из Кремля торговые палатки, лавки с сувенирами, коммерческие организации в башнях[19].

## Благотворительность
В феврале 2015 года Олег Валентинович Сорокин лично предоставил около восьми тонн продуктов питания для отправки вместе с остальным гуманитарным грузом на Юго-Восток Украины в качестве помощи жителям Донбасса, находящимся в трудной жизненной ситуации.